# Platystele ornata
Platystele ornata är en orkidéart som beskrevs av Leslie Andrew Garay. Platystele ornata ingår i släktet Platystele och familjen orkidéer. Inga underarter finns listade i Catalogue of Life.